# Заря (Рогнединский район, бывший Пакиничский сельсовет)
Заря — посёлок в Рогнединском районе Брянской области России. Входит в состав Фёдоровского сельского поселения.

## География
Посёлок находится в северной части Брянской области, в зоне хвойно-широколиственных лесов, в пределах южной окраины Смоленской возвышенности, к югу от железнодорожной линии Рославль I — Фаянсовая, на расстоянии примерно 15 километров (по прямой) к северо-западу от Рогнедина, административного центра района.

### Климат
Климат характеризуется как умеренно континентальный. Средняя температура воздуха самого тёплого месяца (июля) — 18,3 °C; самого холодного (января) — −9 °C. Безморозный период длится в среднем 133 дня. Среднегодовое количество атмосферных осадков составляет около 600 мм, из которых Малая часть выпадает в тёплый период.

### Часовой пояс
Посёлок Заря, как и вся Брянская область, находится в часовой зоне МСК (московское время). Смещение применяемого времени относительно UTC составляет +3:00.

## Население
| 2010 | 2013 |
| ---- | ---- |
| 2    | →2   |

### Национальный состав
Согласно результатам переписи 2002 года, в национальной структуре населения русские составляли 100 % из 20 чел.